# Francesco Dessì Fulgeri
Francesco Dessì Fulgheri (Villacidro, 31 ottobre 1870 – Villacidro, 20 novembre 1945) è stato un generale italiano.

## Biografia
Già capitano del 47° durante la guerra italo-turca gli fu conferita la medaglia di bronzo nella battaglia di Ettangi.
Nell'autunno del 1915 fu col grado di maggiore al comando del III battaglione della 152ª brigata Sassari, che durante i primi mesi della Grande guerra salì alla ribalta delle cronache per aver espugnato, il 14 novembre 1915 durante la Quarta battaglia dell'Isonzo, l'imprendibile trincea detta "dei Razzi" nel quadrante del Monte San Michele: la posizione aveva resistito all’attacco per ben 14 assalti ed era definita la "tomba dei bersaglieri" e della "brigata Siena", che avevano perso numerosi uomini tentando invano di conquistarla.
Dessì fu l'ideatore del piano che portò, con pochissime perdite, a conquistare la trincea e a fare prigionieri oltre 278 militari e 11 ufficiali austriaci.
Lui e i suoi ragazzi strisciarono tra cadaveri e filo spinato senza farsi sentire fino al margine della trincea nemica, attesero l'avvicendamento del reparto austriaco e in pochi secondi saltarono nella trincea cogliendo il nemico di sorpresa: l'azione fu riportata nel bollettino di guerra dal Generale Cadorna: «...gli intrepidi Sardi della Brigata Sassari che sulle Frasche resistettero saldamente sulle conquistate posizioni e con ammirevole slancio espugnarono altro vicino trinceramento detto dei “Razzi”. Fecero al nemico 278 prigionieri e 11 ufficiali»
Per l'impresa fu decorato con l'onorificenza dell'Ordine militare di Savoia
In seguito fu anche decorato con la medaglia d'argento per un'altra brillante azione.
La sua carriera militare si concluse con il grado di generale di brigata.
Sposato con Maria Cristina Pinna, dal matrimonio nacquero due figli: Giuseppe, che diverrà un famoso scrittore, e Franco. 
Proprio da un'impresa militare del padre Giuseppe trasse lo spunto per uno sceneggiato televisivo, La Trincea, che portò alla luce una vicenda allora poco conosciuta.
Morì nella sua Villacidro all'età di quasi 75 anni pochi mesi dopo la fine della seconda guerra mondiale. A Villacidro una strada porta il suo nome.